# Atracción turística

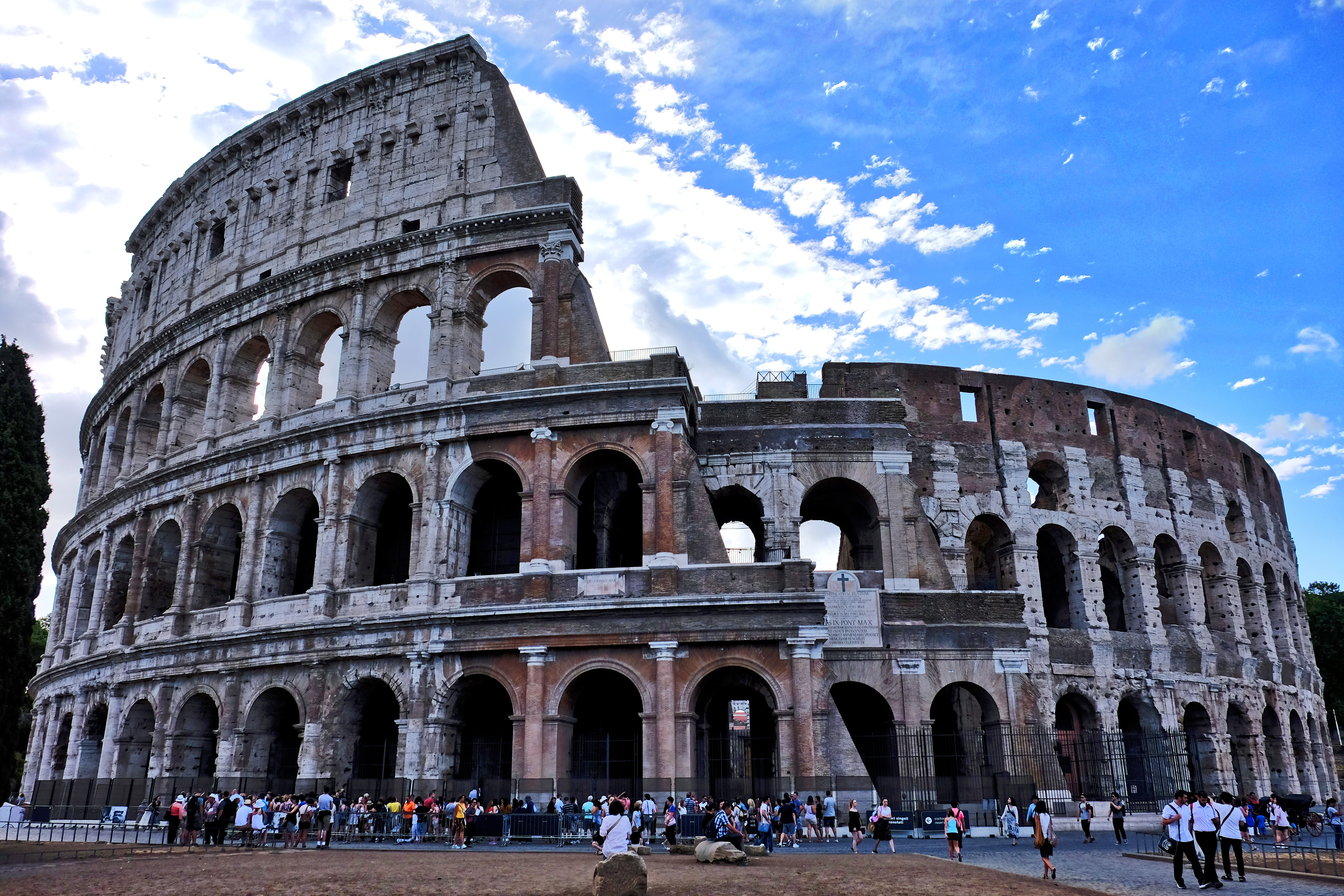
El Coliseo en Roma, Italia, con 7,6 millones de visitas, es una de las principales atracciones turísticas.

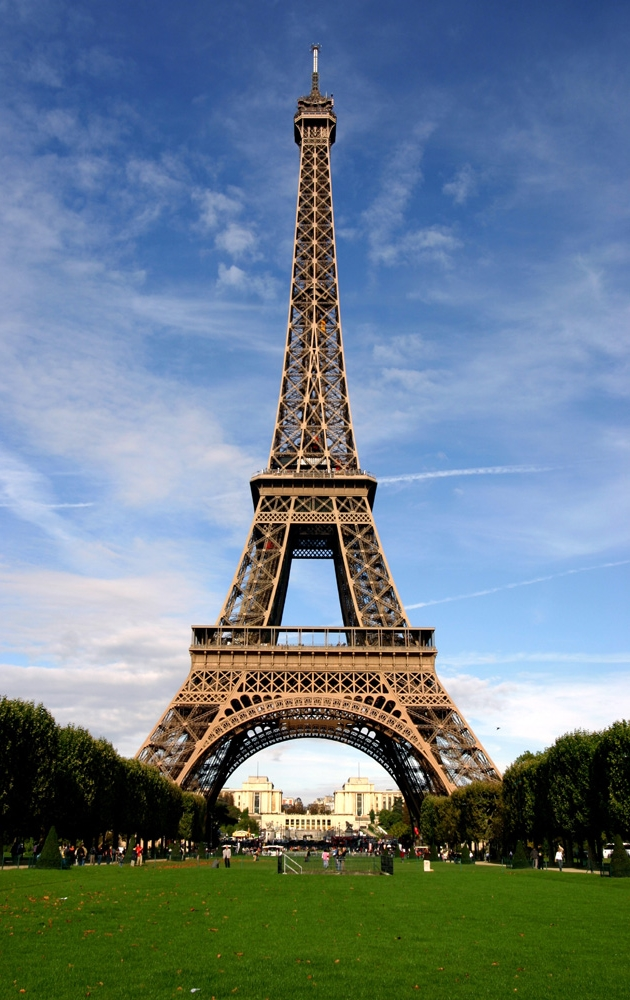
La Torre Eiffel en París, Francia, una popular atracción turística. Cada año, casi 7 millones visitan la torre.

Una atracción turística o atractivo turístico es un lugar de interés que los turistas visitan, normalmente por su valor cultural exhibido o inherente, su significancia histórica, su belleza, ofrece ocio, aventura y diversión.
Los atractivos son elementos cruciales en la motivación del turista a viajar y generalmente la afluencia de turistas a un lugar genera tanto actividad económica conexa (hotelería, gastronomía, agencias receptivas que realizan excursiones, comercios locales, entre otros) como desarrollo de infraestructura para el acceso y disfrute del atractivo turístico (aeropuertos, rutas, señalización, etc).

## Ejemplos de atractivos turísticos
Algunos ejemplos de atractivos turísticos son:
- bosques, parques nacionales y reservas de la flora y la fauna;
- comunidades de diferentes etnias;
- construcciones y estructuras (antiguas prisiones, bibliotecas, castillo, puentes, rascacielos, entre otros) y lugares históricos;
- eventos culturales y deportivos;
- galerías de arte y museos;
- jardines botánicos y zoológicos;

- monumentos;

- parques temáticos;
- trenes históricos;
- miradores.

## Tipos

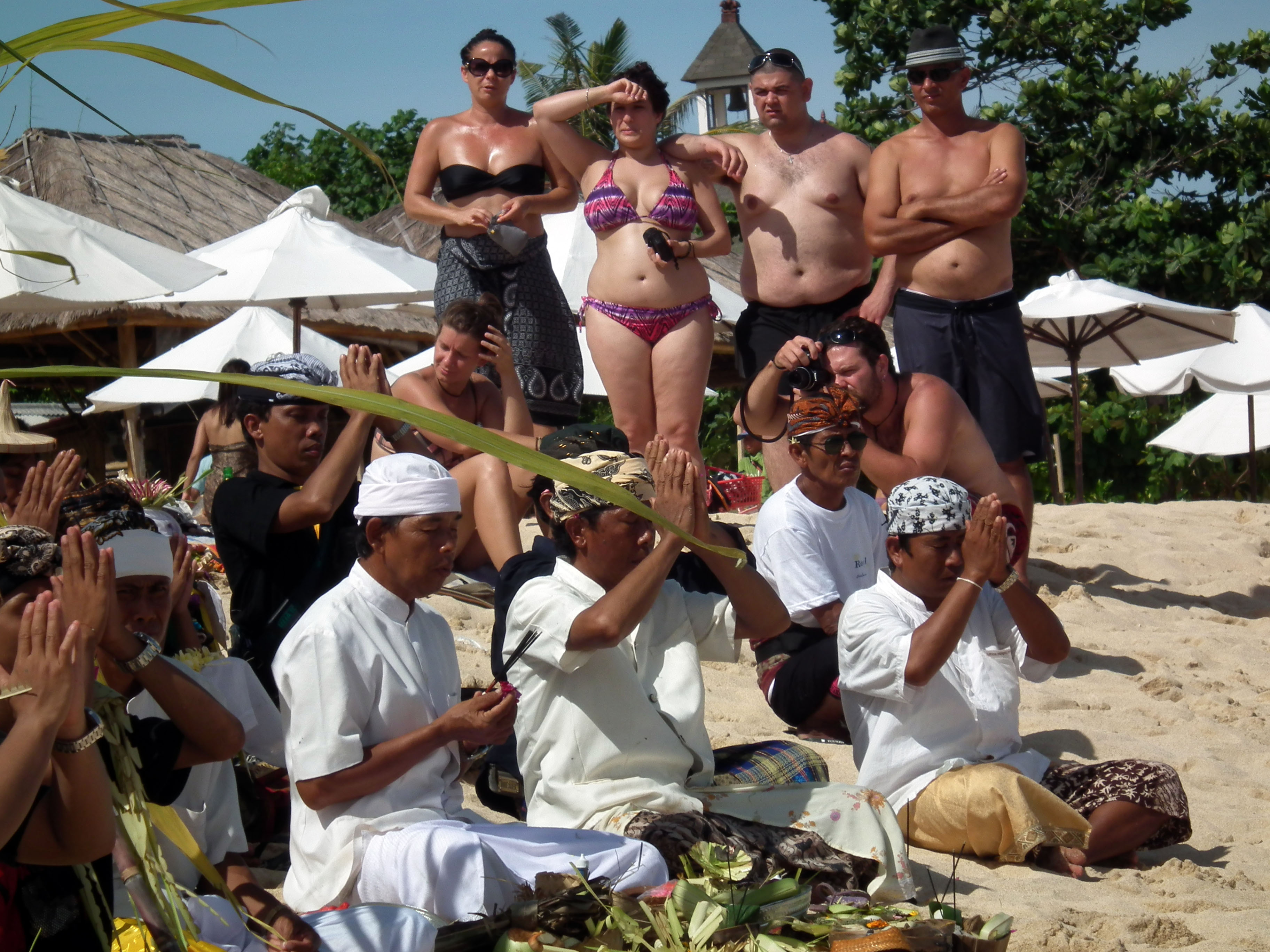
Las playas tropicales y la cultura balinesa son atracciones que llaman a los turistas a esta popular hotel isla, como los rituales Melasti realizados en la playa.

La belleza natural (por ejemplo, playas, hoteles islas tropicales con arrecifes de coral, senderismo y camping en parques nacionales, montañas y bosques) son ejemplos de atracciones turísticas tradicionales para pasar las vacaciones de verano. Otros ejemplos de atractivos turísticos culturales incluyen lugares históricos, monumentos, templos antiguos, zoológicos, acuarios, museos y galerías de arte, jardines botánicos, edificios y estructuras (por ejemplo, castillos, bibliotecas, antiguas prisiones, rascacielos, puentes), parques temáticos y carnavales, museos de historia al aire libre, comunidades de enclave étnico, trenes históricos y eventos culturales. Visitas a fábricas, patrimonio industrial, arte creativo y talleres de artesanía son objeto de nichos culturales como el turismo industrial y el turismo creativo. Asimismo, muchas atracciones turísticas son puntos de referencia.
También se crean lugares de interés turístico para sacar provecho de leyendas o mitos, tales como el supuesto sitio cerca de Roswell, Nuevo México del accidente de un OVNI y los supuesto avistajes de un monstruo en Escocia. También las casas o sitios «embrujados» dan lugar a visitas.
Las comunidades étnicas pueden llegar a ser de interés turístico, tales como los barrios chinos en Estados Unidos y el barrio británico afrodescendiente de Brixton en Londres, Inglaterra.
En los Estados Unidos, los propietarios y vendedores de atracciones anuncian atracciones turísticas en las vallas publicitarias a lo largo del lado de las autopistas y carreteras, especialmente en las zonas remotas. En general, los lugares de interés turístico proporcionan folletos gratuitos promocionales y volantes en los centros de información, restaurantes de comida rápida, hoteles y moteles o vestíbulos, y área de resort.
Si bien algunas de las atracciones turísticas le ofrecen a los visitantes una experiencia memorable con un cargo de admisión razonable o incluso de forma gratuita, otros pueden tener tendencia a ser de baja calidad y a tener precio excesivo en sus bienes y servicios (tales como la admisión, comida y recuerdos) con el fin de sacar excesivo provecho del turista. Comúnmente, estos lugares son conocidos como trampas para turistas.

## Clasificaciones
Las atracciones de fantasía son rarezas como la "mayor bola de hilo" en Cawker City, Kansas, el Palacio de Maíz en Mitchell, Dakota del Sur, o en Carhenge Alliance, Nebraska, donde los autos viejos están en el lugar de las piedras en una réplica de Stonehenge. Las atracciones de fantasía no se limitan al Medio Oeste americano, sino que son parte de la cultura del Medio Oeste.

## Jerarquía
La jerarquía de atractivos turísticos es una escala se basa sobre una única variable de singularidad en términos geográficos.
De acuerdo a CICATUR se entiende por evaluación de los atractivos turístico al "examen crítico de los atractivos relevados para establecer su interés turístico sobre bases objetivas y comparables, asignándoles la correspondiente jerarquía".
Esta jerarquía fue propuesta en 1974 por el Centro Interamericano de Capacitación Turística (Cicatur), dependiente de la Organización de los Estados Americanos, y se extendió entre los entes nacionales de turismo en Latinoamérica de forma muy rápida, tuvo un alto impacto y aún constituye un punto obligado de referencia para la identificación territorial de los atractivos.
De acuerdo con la propuesta de Cicatur, las jerarquías serían las siguientes:
| Jerarquía   | Descripción |
| ----------- | --- |
| Jerarquía 3 | «Atractivo excepcional y gran significación para el mercado turístico internacional, capaz por sí solo de motivar una importante corriente de visitantes (actual o potencial), medida como un porcentaje del total de la demanda del país o de algún mercado específico.»                                                |
| Jerarquía 2 | «Atractivo con rasgos excepcionales en un país, capaz de motivar una corriente (actual o potencial) de visitantes del mercado interno o externo en menor porcentaje que los de Jerarquía 3, ya sea por sí solo o en conjunto con otros atractivos.»                                                                      |
| Jerarquía 1 | «Atractivo con algún rasgo llamativo, capaz de interesar a visitantes de larga distancia ya sea del mercado interno o externo que hubiesen llegado a su zona por otras motivaciones turísticas, o de motivar corrientes turísticas locales (actuales o potenciales).»                                                    |
| Jerarquía 0 | «Atractivo sin méritos suficientes para considerarlos al nivel de las jerarquías anteriores, pero que igualmente forman parte del patrimonio turístico como elementos que pueden completar a otros de mayor jerarquía en el desarrollo y funcionamiento de cualquiera de las unidades que integran el espacio turístico» |

## Destino turístico
Un destino turístico es una ciudad, pueblo, u otra área que depende en gran medida de los ingresos procedentes del turismo, o de "un país, estado, región, ciudad, o pueblo que se comercializa o se comercializa como un lugar para que visiten los turistas"  y tiene un  [[Mercado turístico potencial]] . Puede contener uno o más lugares de interés turístico y, posiblemente, algunas "trampas para turistas". Por ejemplo, Siem Reap es un popular destino turístico en Camboya, debido principalmente a su proximidad a los templos de Angkor.
Un hotel isla tropical es una isla o el archipiélago que también depende del turismo como fuente de ingresos. Las Bahamas en el archipiélago del Caribe, Bali en Indonesia, Phuket en Tailandia, Hawái, Palawan en Filipinas y Fiyi en el Pacífico, e Ibiza en el mediterráneo son ejemplos de islas resorts populares.